# Johannes Halbig
 (février 2011).
Si vous disposez d'ouvrages ou d'articles de référence ou si vous connaissez des sites web de qualité traitant du thème abordé ici, merci de compléter l'article en donnant les références utiles à sa vérifiabilité et en les liant à la section « Notes et références ».
Johannes Halbig plus connu sous son nom de scène, Jo Halbig, est le chanteur/guitariste et leader du groupe punk-rock/pop punk allemand Killerpilze.
Il est né le 30 juillet 1989 à Augsbourg. Il réside à Munich (Bavière). Son frère cadet, Fabian Halbig, est présent dans le groupe en tant que batteur/trompettiste.

## Le groupe
Johannes Halbig, son frère Fabi et Maximilian Schlichter se sont rencontrés à l'école (St.-Bonaventura-Gymnasium). Un groupe de quatre jeunes étudiants s'est alors formé à Wertingen, près de Dillingen en 2002. Leur modèle est Blink-182. À leurs débuts, Fabian était présent dans le groupe en tant qu'élément provisoire, mais la suite des évènements a conduit le groupe à l'admettre définitivement. Le bassiste, « Schlagi » Schlagenhaft Andreas, a quitté le groupe début 2007 pour poursuivre ses études, il est actuellement remplacé en live par Benni. Les débuts des Killerpilze se font lors de petits concerts, dans de petites salles, contrastant complètement avec leurs concerts actuels.
Quatre ans après la création du groupe, les Killerpilze signent avec la maison de disques Universal Music Group mais la maison de disques se sépare du groupe à la fin de l'année 2009. Les trois Allemands créent alors leur propre label, Killerpilzerecord. Ils ont actuellement quatre albums à leur actif, dont un qui est sorti en mars 2011. Le groupe est très actif.